# Oude Delft 95
De Oude Delft 95 is een monumentaal pand uit de 18e eeuw aan de Oude Delft in de stad Delft, in de Nederlandse provincie Zuid-Holland. 
Het rijksmonument heeft twee ver naar voren springende hoekrisalieten of gevelvleugels. Het pand heeft de afgelopen eeuwen diverse functies gehad: overheidskantoor, weeshuis, militaire academie, hoofdgebouw van de hogeschool en tegenwoordig als onderdeel van IHE Delft Institute for Water Education. Het pand maakt deel uit van een samenstel van diverse met elkaar verbonden gebouwen; het hoofdgebouw van het IHE ligt aan de achterzijde van dit gebouw aan de Westvest 7.

## Geschiedenis
De bouwer en eerste eigenaar Willem Hooft stamde uit een Amsterdams regentengeslacht. In 1717 kocht hij de brouwerij 'de Cimbel' die op deze plek stond, en verving de oude gebouwen door het grootste patriciërshuis in Delft. In 1720 was het gebouw in Lodewijk XIV-stijl klaar. 
In 1799 werd het door de Bataafse republiek gebruikt als zetel van het Departement van de Delf, daarna enige jaren door de Fundatie van Renswoude.  
Van 1814 tot 1828 was in het gebouw de Artillerie- en Genieschool gevestigd. Het was toen in bezit van het toenmalig ministerie van Oorlog.
Het gebouw was vervolgens van 1842 tot 1952 het hoofdgebouw van de Koninklijke Akademie en haar opvolgers de Polytechnische School te Delft en de Technische Hogeschool Delft. 
Vanaf 1960 is het in gebruik door het IHE (International Institute for Infrastructural, Hydraulic and Environmental Engineering), waarvoor in 1990-1992 nieuwbouw werd toegevoegd met entree aan de Westvest. Het pand aan de Oude Delft werd toen ook gerestaureerd, waarbij in de stijlkamers passende behangsels werden aangebracht. Er zijn oude schilderijen tentoongesteld.

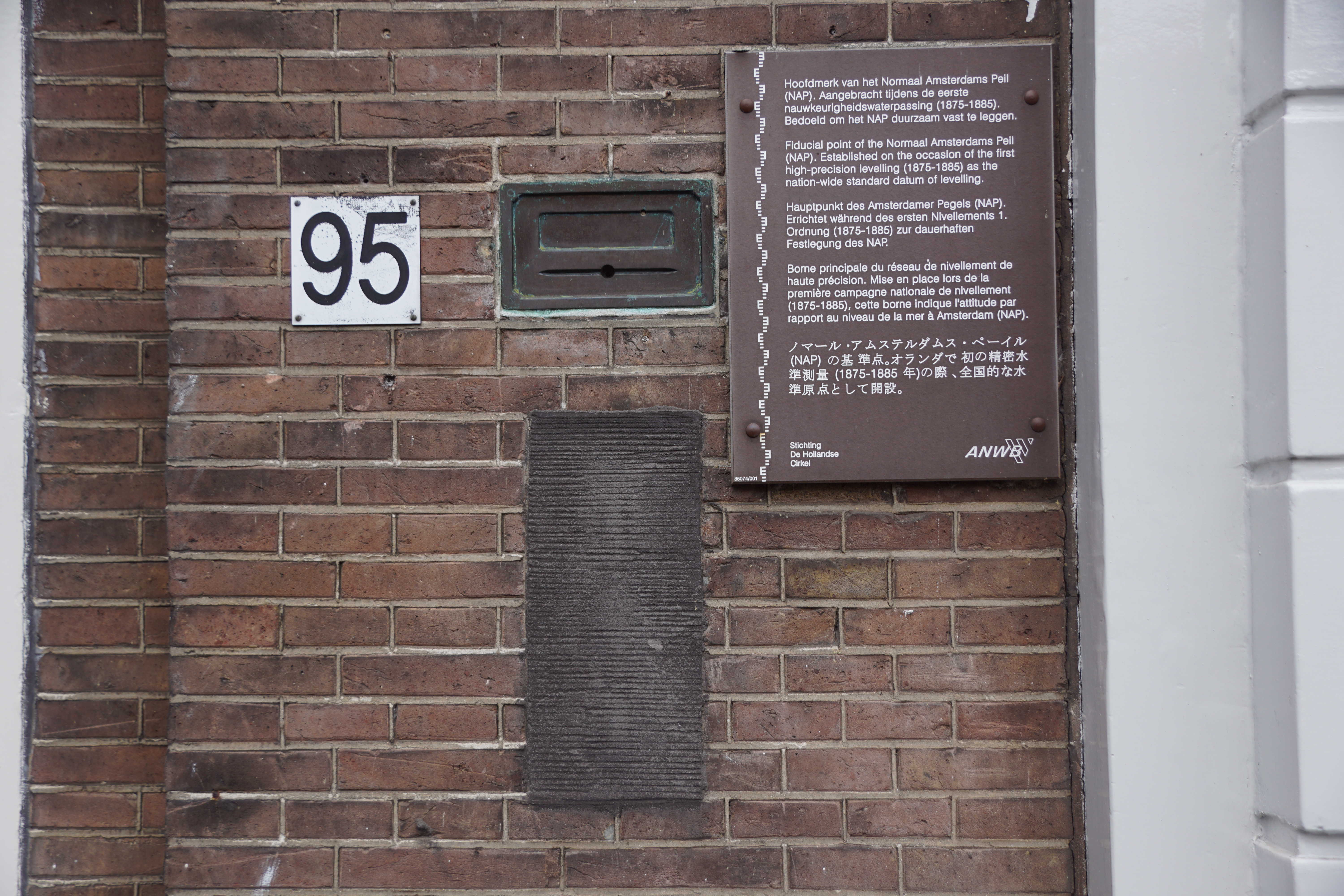
Peilmerk Oude Delft 95

## NAP
In de gevel is een merkteken gemetseld, het hoofdmerk van het NAP, aangebracht ten tijde van de Eerste Nauwkeurigheidswaterpassing, uitgevoerd van 1875 tot 1885 met als doel de vastlegging van het NAP.